# میخاو انگلرت
میخاو انگلرت (لهستانی: Michał Englert؛ ‏ ۴ مهٔ ۱۹۷۵) فیلم‌بردار، فیلم‌نامه‌نویس و کارگردان فیلم اهل لهستان است وی دانش‌آموختهٔ رشته فیلم‌برداری از مدرسه ملی فیلم ووچ است.
از فیلم‌هایی که وی در آن‌ها نقش داشته‌است، می‌توان به بدون پنهان‌کاری، ماندگار، ماری کوری: جسارت دانش،تمام آنچه بدان عشق می‌ورزم، درخت سحرآمیز، همبستگی، همبستگی...، بدن، کورشده از نور، آنان و ۳۳ صحنه از زندگی اشاره نمود.
وی همچنین برندهٔ جوایزی همچون جایزه بهترین فیلم اروپایی از نگاه تماشاگران شده‌است.